# Valoka peterseni
Valoka peterseni là một loài bọ cánh cứng trong họ Ptilodactylidae. Loài này được Delève miêu tả khoa học năm 1872.